# Tommie Harris
Tommie Harris  (* 7. April 1938 in Bessemer (Alabama); † 19. April 2025 in Gießen) war ein US-amerikanischer Blues- und Jazzmusiker (Schlagzeug, auch Gesang).

## Leben und Wirken
Harris wuchs in Birmingham (Alabama) auf; er begann seine Karriere als Gospelsänger. Während seiner Schul- und Collegezeit spielte er in diversen Marching Bands. Nach seinem Umzug nach Chicago wandte er sich dem Blues und Jazz zu. Er traf dort Musiker wie Muddy Waters, Jimmy Reed (in dessen Band er den Posten des Schlagzeugers übernahm); 1957 war er Schlagzeuger bei Yusef Lateef. Er spielte auch mit Luther Allison, mit dem er später durch Europa tourte, nachdem er seinen Militärdienst bei der US Air Force in Deutschland abgeleistet hatte.
Anschließend blieb er in Deutschland und gehörte zur Disco-Funk-Band Heatwave. Des Weiteren begleitete er Musiker wie Gene „Mighty Flea“ Conners, Ron Ringwood, Big Jay McNeely (Blow The Wall Down), Lindy Huppertsberg (Sneakin’ Around: Lady Bass & Real Gone Guys, 1989), Dirk Raufeisen, Lillian Boutté oder Brother Jack McDuff; Aufnahmen entstanden auch mit der First Class Blues Band, Real Gone Guys, The Blue Flagships, The Johnny Thompson Singers, Christian Bleiming und dem Mickey Baker Trio. Harris war auch Mitglied bei Dynamite Daze, der Begleitband von Louisiana Red.
Ende der 1980er Jahre wurde Harris in die Alabama Jazz Hall of Fame aufgenommen. 2018 legte er das Album Alabama Hambone vor.
Im Bereich des Jazz war er laut Tom Lord zwischen 1989 und 2017 an 17 Aufnahmesessions beteiligt. Sein Leben dokumentiert der Film It’s a Blues World von Carsten Does und Till Brandt.

## Diskographische Hinweise
- Maggy Scott, Peter Glessing, Tillman Suhr, Tommie Harris: Something About..  (1988)
- Red and Blue: The Blue Flagships feat. Tommie Harris Meets Red Holloway (Styx, 2010)
- Kai Strauss Featuring Special Guests: Mike Wheeler, Tommie Harris, Tony Vega, Sax Gordon, Big Pete: I Go By Feel (2015)
- Tommie Harris with the R&B Caravan Feat. Kai Strauss: Alabama Hambone (Styx, 2018)